# Élections législatives de 1967 dans les Hauts-de-Seine
 (décembre 2023).
Si vous disposez d'ouvrages ou d'articles de référence ou si vous connaissez des sites web de qualité traitant du thème abordé ici, merci de compléter l'article en donnant les références utiles à sa vérifiabilité et en les liant à la section « Notes et références ».
Les élections législatives françaises de 1967 se déroulent les 5 et 12 mars 1967. Dans le département des Hauts-de-Seine, treize députés sont à élire dans le cadre de treize circonscriptions. Ce sont les premières élections législatives tenues depuis la loi du 16 juillet 1966 qui fixe la limite des 13 circonscription des Hauts-de-Seine, dans le contexte de réorganisation de la région parisienne en cours depuis 1964.
La majorité sortante remporte la majorité des circonscriptions (8 sur 13) mais le PCF remporte les 5 autres sièges avec d'excellents scores aux deux tours de scrutin. La FGDS est balayée et ne maintient aucun de ses candidats pour le second tour pour faciliter l'élection de députés communistes. Les centristes échouent également à obtenir un siège dans le département.

## Élus
| Circonscription | Député sortant     | Parti              | Parti              | Député élu ou réélu | Parti | Parti |
| --------------- | ------------------ | ------------------ | ------------------ | ------------------- | ----- | ----- |
| 1re             | Nouvellement créée | Nouvellement créée | Nouvellement créée | Waldeck L'Huillier  |       | PCF   |
| 2e              | Nouvellement créée | Nouvellement créée | Nouvellement créée | Albin Chalandon     |       | UD-Ve |
| 3e              | Nouvellement créée | Nouvellement créée | Nouvellement créée | Émile Tricon        |       | UD-Ve |
| 4e              | Nouvellement créée | Nouvellement créée | Nouvellement créée | Parfait Jans        |       | PCF   |
| 5e              | Nouvellement créée | Nouvellement créée | Nouvellement créée | Charles Deprez      |       | RI    |
| 6e              | Nouvellement créée | Nouvellement créée | Nouvellement créée | Achille Peretti     |       | UD-Ve |
| 7e              | Nouvellement créée | Nouvellement créée | Nouvellement créée | Raymond Barbet      |       | PCF   |
| 8e              | Nouvellement créée | Nouvellement créée | Nouvellement créée | Jacques Baumel      |       | UD-Ve |
| 9e              | Nouvellement créée | Nouvellement créée | Nouvellement créée | Claude Labbé        |       | UD-Ve |
| 10e             | Nouvellement créée | Nouvellement créée | Nouvellement créée | Georges Gorse       |       | UD-Ve |
| 11e             | Nouvellement créée | Nouvellement créée | Nouvellement créée | Guy Ducoloné        |       | PCF   |
| 12e             | Nouvellement créée | Nouvellement créée | Nouvellement créée | Robert Levol        |       | PCF   |
| 13e             | Nouvellement créée | Nouvellement créée | Nouvellement créée | Paul Mainguy        |       | UD-Ve |

## Résultats

### Résultats à l'échelle du département
| Parti                 | Parti                                           | Premier tour | Premier tour | Second tour | Second tour | Sièges |
| Parti                 | Parti                                           | Voix         | %            | Voix        | %           | Sièges |
| --------------------- | ----------------------------------------------- | ------------ | ------------ | ----------- | ----------- | ------ |
|                       | Union des démocrates pour la Ve République      | 222 177      | 33,96        | 273 717     | 46,48       | 7      |
|                       | Divers droite                                   | 30 649       | 4,68         |             |             | 0      |
|                       | Républicains indépendants                       | 14 938       | 2,28         | 21 201      | 3,60        | 1      |
|                       | Union des républicains de progrès               | 267 764      | 40,93        | 294 918     | 50,08       | 8      |
|                       |                                                 |              |              |             |             |        |
|                       | Section française de l'Internationale ouvrière  | 27 183       | 4,15         | Retrait     | Retrait     | 0      |
|                       | Convention des institutions républicaines       | 25 032       | 3,83         | Retrait     | Retrait     | 0      |
|                       | Parti radical                                   | 13 644       | 2,09         | Retrait     | Retrait     | 0      |
|                       | Fédération de la gauche démocrate et socialiste | 7 185        | 1,10         |             |             | 0      |
|                       | Fédération de la gauche démocrate et socialiste | 73 044       | 11,16        |             |             | 0      |
|                       |                                                 |              |              |             |             |        |
|                       | Parti communiste français                       | 200 374      | 30,63        | 280 042     | 47,56       | 5      |
|                       | Progrès et démocratie moderne                   | 81 866       | 12,51        | 13 875      | 2,36        | 0      |
|                       | Parti socialiste unifié                         | 29 026       | 4,44         | Retrait     | Retrait     | 0      |
|                       | Mouvement jeune révolution                      | 2 152        | 0,33         |             |             | 0      |
|                       |                                                 |              |              |             |             |        |
| Inscrits              | Inscrits                                        | 806 979      | 100,00       | 778 683     | 100,00      | 13     |
| Abstentions           | Abstentions                                     | 141 545      | 17,54        | 163 608     | 21,01       |        |
| Votants               | Votants                                         | 665 434      | 82,46        | 615 075     | 78,99       |        |
| Blancs et nuls        | Blancs et nuls                                  | 11 208       | 1,68         | 26 240      | 4,27        |        |
| Exprimés              | Exprimés                                        | 654 226      | 98,32        | 588 835     | 95,73       |        |
| Source : Data.gouv.fr |                                                 |              |              |             |             |        |

### Résultats par circonscription

#### Première circonscription (Gennevilliers)
|                  | Waldeck L'Huillier élu | PCF            | 14 577 | 61,72  |  |  |  |
|                  | Robert Valenciennes    | UD-Ve          | 6 722  | 28,46  |  |  |  |
|                  | Monique Staelens       | FGDS           | 2 319  | 9,82   |  |  |  |
|                  |                        |                |        |        |  |  |  |
| Inscrits         | Inscrits               | Inscrits       | 28 270 | 100,00 |  |  |  |
| Abstentions      | Abstentions            | Abstentions    | 4 122  | 14,58  |  |  |  |
| Votants          | Votants                | Votants        | 24 148 | 85,42  |  |  |  |
| Blancs et nuls   | Blancs et nuls         | Blancs et nuls | 530    | 2,19   |  |  |  |
| Exprimés         | Exprimés               | Exprimés       | 23 618 | 97,81  |  |  |  |
| Source : CEVIPOF |                        |                |        |        |  |  |  |

#### Deuxième circonscription (Asnières-sur-Seine)
| Candidat         | Candidat            | Parti          | Premier tour | Premier tour | Second tour | Second tour |  |
| Candidat         | Candidat            | Parti          | Voix         | %            | Voix        | %           |  |
| ---------------- | ------------------- | -------------- | ------------ | ------------ | ----------- | ----------- |  |
|                  | Albin Chalandon élu | UD-Ve          | 17 431       | 45,15        | 19 545      | 55,92       |  |
|                  | Claude Denis        | PCF            | 9 202        | 23,84        | 15 405      | 44,08       |  |
|                  | Roger Lefèvre       | FGDS (Radical) | 6 269        | 16,24        | Retrait     | Retrait     |  |
|                  | Marc Richter        | CD (PDM)       | 4 599        | 11,91        |             |             |  |
|                  | Roland Bayet        | ARLP           | 1 105        | 2,86         |             |             |  |
|                  |                     |                |              |              |             |             |  |
| Inscrits         | Inscrits            | Inscrits       | 47 726       | 100,00       | 47 728      | 100,00      |  |
| Abstentions      | Abstentions         | Abstentions    | 8 413        | 17,63        | 10 867      | 22,77       |  |
| Votants          | Votants             | Votants        | 39 313       | 82,37        | 36 861      | 77,23       |  |
| Blancs et nuls   | Blancs et nuls      | Blancs et nuls | 707          | 1,8          | 1 911       | 5,18        |  |
| Exprimés         | Exprimés            | Exprimés       | 38 606       | 98,2         | 34 950      | 94,82       |  |
| Source : CEVIPOF |                     |                |              |              |             |             |  |

#### Troisième circonscription (Colombes)
| Candidat         | Candidat                   | Parti          | Premier tour | Premier tour | Second tour | Second tour |  |
| Candidat         | Candidat                   | Parti          | Voix         | %            | Voix        | %           |  |
| ---------------- | -------------------------- | -------------- | ------------ | ------------ | ----------- | ----------- |  |
|                  | Émile Tricon sortant réélu | UD-Ve          | 22 284       | 42,16        | 26 117      | 51,78       |  |
|                  | Dominique Frelaut          | PCF            | 17 952       | 33,96        | 24 323      | 48,22       |  |
|                  | Jacques Planchenault       | PSU            | 5 988        | 11,33        |             |             |  |
|                  | Bernard Mangou             | CD (PDM)       | 5 585        | 10,57        |             |             |  |
|                  | Claude Boniface            | ARLP           | 1 047        | 1,98         |             |             |  |
|                  |                            |                |              |              |             |             |  |
| Inscrits         | Inscrits                   | Inscrits       | 64 885       | 100,00       | 64 885      | 100,00      |  |
| Abstentions      | Abstentions                | Abstentions    | 11 214       | 17,28        | 12 677      | 19,54       |  |
| Votants          | Votants                    | Votants        | 53 671       | 82,72        | 52 208      | 80,46       |  |
| Blancs et nuls   | Blancs et nuls             | Blancs et nuls | 815          | 1,52         | 1 768       | 3,39        |  |
| Exprimés         | Exprimés                   | Exprimés       | 52 856       | 98,48        | 50 440      | 96,61       |  |
| Source : CEVIPOF |                            |                |              |              |             |             |  |

#### Quatrième circonscription (Levallois-Perret)
| Candidat         | Candidat         | Parti          | Premier tour | Premier tour | Second tour | Second tour |  |
| Candidat         | Candidat         | Parti          | Voix         | %            | Voix        | %           |  |
| ---------------- | ---------------- | -------------- | ------------ | ------------ | ----------- | ----------- |  |
|                  | Parfait Jans élu | PCF            | 21 134       | 37,96        | 28 556      | 53,81       |  |
|                  | Guy Larroquette  | UD-Ve          | 19 772       | 35,52        | 24 517      | 46,19       |  |
|                  | Albert Gazier    | FGDS (SFIO)    | 9 775        | 17,56        | Retrait     | Retrait     |  |
|                  | Jean Lecanuet    | CD (PDM)       | 4 283        | 7,69         |             |             |  |
|                  | Émile Nemoz      | CR             | 706          | 1,27         |             |             |  |
|                  |                  |                |              |              |             |             |  |
| Inscrits         | Inscrits         | Inscrits       | 67 412       | 100,00       | 67 412      | 100,00      |  |
| Abstentions      | Abstentions      | Abstentions    | 10 902       | 16,17        | 12 524      | 18,58       |  |
| Votants          | Votants          | Votants        | 56 510       | 83,83        | 54 888      | 81,42       |  |
| Blancs et nuls   | Blancs et nuls   | Blancs et nuls | 840          | 1,49         | 1 815       | 3,31        |  |
| Exprimés         | Exprimés         | Exprimés       | 55 670       | 98,51        | 53 073      | 96,69       |  |
| Source : CEVIPOF |                  |                |              |              |             |             |  |

#### Cinquième circonscription (Courbevoie)
| Candidat         | Candidat                     | Parti          | Premier tour | Premier tour | Second tour | Second tour |  |
| Candidat         | Candidat                     | Parti          | Voix         | %            | Voix        | %           |  |
| ---------------- | ---------------------------- | -------------- | ------------ | ------------ | ----------- | ----------- |  |
|                  | Charles Deprez sortant réélu | RI (UD-Ve)     | 14 938       | 35,75        | 21 201      | 53,80       |  |
|                  | Roger Guérin                 | PCF            | 11 043       | 26,43        | 18 205      | 46,20       |  |
|                  | Robert Grillou               | CD (PDM)       | 5 528        | 13,23        | Retrait     | Retrait     |  |
|                  | Janine Fontaine              | FGDS (CIR)     | 4 554        | 10,90        |             |             |  |
|                  | Edmond Pezé                  | diss. UDR      | 3 346        | 8,01         |             |             |  |
|                  | Daniel Pigot                 | PSU            | 2 375        | 5,68         |             |             |  |
|                  |                              |                |              |              |             |             |  |
| Inscrits         | Inscrits                     | Inscrits       | 52 052       | 100,00       | 52 057      | 100,00      |  |
| Abstentions      | Abstentions                  | Abstentions    | 9 274        | 17,82        | 10 823      | 20,79       |  |
| Votants          | Votants                      | Votants        | 42 778       | 82,18        | 41 234      | 79,21       |  |
| Blancs et nuls   | Blancs et nuls               | Blancs et nuls | 994          | 2,32         | 1 828       | 4,43        |  |
| Exprimés         | Exprimés                     | Exprimés       | 41 784       | 97,68        | 39 406      | 95,57       |  |
| Source : CEVIPOF |                              |                |              |              |             |             |  |

#### Sixième circonscription (Neuilly-sur-Seine)
| Candidat                    | Candidat                      | Parti          | Premier tour | Premier tour | Second tour | Second tour |  |
| Candidat                    | Candidat                      | Parti          | Voix         | %            | Voix        | %           |  |
| --------------------------- | ----------------------------- | -------------- | ------------ | ------------ | ----------- | ----------- |  |
|                             | Achille Peretti sortant réélu | UD-Ve          | 23 131       | 45,25        | 24 979      | 52,92       |  |
|                             | Jean-Pierre Ginter            | PCF            | 8 612        | 16,85        | 14 442      | 30,61       |  |
|                             | Jean-François Revel           | FGDS (CIR)     | 8 055        | 15,76        | Retrait     | Retrait     |  |
|                             | André-François Mercier        | CD (PDM)       | 7 167        | 14,02        | 7 756       | 16,44       |  |
|                             | André Piérard                 | Divers droite  | 3 622        | 7,09         |             |             |  |
|                             | Jacques Esterel               | Divers         | 531          | 1,04         |             |             |  |
|                             |                               |                |              |              |             |             |  |
| Inscrits                    | Inscrits                      | Inscrits       | 63 823       | 100,00       | 63 823      | 100,00      |  |
| Abstentions                 | Abstentions                   | Abstentions    | 11 952       | 18,73        | 15 364      | 24,07       |  |
| Votants                     | Votants                       | Votants        | 51 871       | 81,27        | 48 459      | 75,93       |  |
| Blancs et nuls              | Blancs et nuls                | Blancs et nuls | 753          | 1,45         | 1 282       | 2,65        |  |
| Exprimés                    | Exprimés                      | Exprimés       | 51 118       | 98,55        | 47 177      | 97,35       |  |
| Source : Gallica et CEVIPOF |                               |                |              |              |             |             |  |

#### Septième circonscription (Nanterre)
| Candidat       | Candidat              | Parti          | Premier tour | Premier tour | Second tour | Second tour |  |
| Candidat       | Candidat              | Parti          | Voix         | %            | Voix        | %           |  |
| -------------- | --------------------- | -------------- | ------------ | ------------ | ----------- | ----------- |  |
|                | Raymond Barbet élu    | PCF            | 21 864       | 45,46        | 26 372      | 58,97       |  |
|                | Jean-Paul Weber       | UD-Ve          | 15 777       | 32,8         | 18 351      | 41,03       |  |
|                | Jean-François Bernède | FGDS           | 4 866        | 10,12        |             |             |  |
|                | Michel Hébert         | CD (PDM)       | 3 586        | 7,46         |             |             |  |
|                | Bernard Frévaque      | PSU            | 2 003        | 4,16         |             |             |  |
|                |                       |                |              |              |             |             |  |
| Inscrits       | Inscrits              | Inscrits       | 59 566       | 100,00       | 59 567      | 100,00      |  |
| Abstentions    | Abstentions           | Abstentions    | 10 679       | 17,93        | 13 037      | 21,89       |  |
| Votants        | Votants               | Votants        | 48 887       | 82,07        | 46 530      | 78,11       |  |
| Blancs et nuls | Blancs et nuls        | Blancs et nuls | 791          | 1,62         | 1 807       | 3,88        |  |
| Exprimés       | Exprimés              | Exprimés       | 48 096       | 98,38        | 44 723      | 96,12       |  |

#### Huitième circonscription (Rueil-Malmaison)
| Candidat       | Candidat           | Parti          | Premier tour | Premier tour | Second tour | Second tour |  |
| Candidat       | Candidat           | Parti          | Voix         | %            | Voix        | %           |  |
| -------------- | ------------------ | -------------- | ------------ | ------------ | ----------- | ----------- |  |
|                | Jacques Baumel élu | UD-Ve          | 18 789       | 43,07        | 22 214      | 56,71       |  |
|                | Michel Duffour     | PCF            | 9 958        | 22,83        | 16 959      | 43,29       |  |
|                | Francis Chaveton   | CD (PDM)       | 7 613        | 17,45        | Retrait     | Retrait     |  |
|                | Alain Gourdon      | FGDS (CIR)     | 7 265        | 16,65        | Retrait     | Retrait     |  |
|                |                    |                |              |              |             |             |  |
| Inscrits       | Inscrits           | Inscrits       | 54 734       | 100,00       | 54 734      | 100,00      |  |
| Abstentions    | Abstentions        | Abstentions    | 10 453       | 19,1         | 13 009      | 23,77       |  |
| Votants        | Votants            | Votants        | 44 281       | 80,9         | 41 725      | 76,23       |  |
| Blancs et nuls | Blancs et nuls     | Blancs et nuls | 656          | 1,48         | 2 552       | 6,12        |  |
| Exprimés       | Exprimés           | Exprimés       | 43 625       | 98,52        | 39 173      | 93,88       |  |

#### Neuvième circonscription (Meudon)
| Candidat       | Candidat          | Parti          | Premier tour | Premier tour | Second tour | Second tour |  |
| Candidat       | Candidat          | Parti          | Voix         | %            | Voix        | %           |  |
| -------------- | ----------------- | -------------- | ------------ | ------------ | ----------- | ----------- |  |
|                | Claude Labbé élu  | UD-Ve          | 18 009       | 40,71        | 22 535      | 55,64       |  |
|                | Jacques Fortecoëf | PCF            | 9 886        | 22,35        | 17 969      | 44,36       |  |
|                | Georges Dardel    | FGDS (SFIO)    | 9 464        | 21,4         | Retrait     | Retrait     |  |
|                | Roger Gromand     | CD (PDM)       | 6 873        | 15,54        | Retrait     | Retrait     |  |
|                |                   |                |              |              |             |             |  |
| Inscrits       | Inscrits          | Inscrits       | 55 999       | 100,00       | 55 977      | 100,00      |  |
| Abstentions    | Abstentions       | Abstentions    | 10 888       | 19,44        | 12 813      | 22,89       |  |
| Votants        | Votants           | Votants        | 45 111       | 80,56        | 43 164      | 77,11       |  |
| Blancs et nuls | Blancs et nuls    | Blancs et nuls | 879          | 1,95         | 2 660       | 6,16        |  |
| Exprimés       | Exprimés          | Exprimés       | 44 232       | 98,05        | 40 504      | 93,84       |  |

#### Dixième circonscription (Boulogne-Billancourt)
| Candidat       | Candidat          | Parti          | Premier tour | Premier tour | Second tour | Second tour |  |
| Candidat       | Candidat          | Parti          | Voix         | %            | Voix        | %           |  |
| -------------- | ----------------- | -------------- | ------------ | ------------ | ----------- | ----------- |  |
|                | Georges Gorse élu | UD-Ve          | 18 041       | 35,96        | 22 962      | 47,21       |  |
|                | Émile Clet        | PCF            | 11 826       | 23,57        | 19 552      | 40,2        |  |
|                | Georges Germain   | FGDS (SFIO)    | 7 944        | 15,83        | Retrait     | Retrait     |  |
|                | Jacques Dubois    | CD (PDM)       | 6 371        | 12,7         | 6 119       | 12,58       |  |
|                | Albert Agogué     | Divers gauche  | 4 511        | 8,99         |             |             |  |
|                | Jean d'Ersu       | Modérés        | 1 483        | 2,96         |             |             |  |
|                |                   |                |              |              |             |             |  |
| Inscrits       | Inscrits          | Inscrits       | 63 438       | 100,00       | 63 454      | 100,00      |  |
| Abstentions    | Abstentions       | Abstentions    | 12 624       | 19,9         | 13 915      | 21,93       |  |
| Votants        | Votants           | Votants        | 50 814       | 80,1         | 49 539      | 78,07       |  |
| Blancs et nuls | Blancs et nuls    | Blancs et nuls | 638          | 1,26         | 906         | 1,83        |  |
| Exprimés       | Exprimés          | Exprimés       | 50 176       | 98,74        | 48 633      | 98,17       |  |

#### Onzième circonscription (Issy-les-Moulineaux)
| Candidat       | Candidat         | Parti                     | Premier tour | Premier tour | Second tour | Second tour |  |
| Candidat       | Candidat         | Parti                     | Voix         | %            | Voix        | %           |  |
| -------------- | ---------------- | ------------------------- | ------------ | ------------ | ----------- | ----------- |  |
|                | Guy Ducoloné élu | PCF                       | 21 128       | 37,8         | 27 754      | 53,36       |  |
|                | André Roche      | UD-Ve                     | 13 789       | 24,67        | 24 261      | 46,64       |  |
|                | Michel Moulun    | Divers droite (Gaulliste) | 6 086        | 10,89        |             |             |  |
|                | Henri Arsac      | CD (PDM)                  | 5 424        | 9,7          |             |             |  |
|                | Jacques Leclère  | FGDS (CIR)                | 5 158        | 9,23         |             |             |  |
|                | Roger Dauphin    | PSU                       | 3 462        | 6,19         |             |             |  |
|                | Roger Follet     | Divers droite (Gaulliste) | 842          | 1,51         |             |             |  |
|                |                  |                           |              |              |             |             |  |
| Inscrits       | Inscrits         | Inscrits                  | 67 524       | 100,00       | 67 524      | 100,00      |  |
| Abstentions    | Abstentions      | Abstentions               | 10 626       | 15,74        | 13 083      | 19,38       |  |
| Votants        | Votants          | Votants                   | 56 898       | 84,26        | 54 441      | 80,62       |  |
| Blancs et nuls | Blancs et nuls   | Blancs et nuls            | 1 009        | 1,77         | 2 426       | 4,46        |  |
| Exprimés       | Exprimés         | Exprimés                  | 55 889       | 98,23        | 52 015      | 95,54       |  |

#### Douzième circonscription (Clamart)
| Candidat       | Candidat               | Parti                     | Premier tour | Premier tour | Second tour | Second tour |  |
| Candidat       | Candidat               | Parti                     | Voix         | %            | Voix        | %           |  |
| -------------- | ---------------------- | ------------------------- | ------------ | ------------ | ----------- | ----------- |  |
|                | Pierre Comte-Offenbach | UD-Ve                     | 25 354       | 33,1         | 34 831      | 48,25       |  |
|                | Robert Levol élu       | PCF                       | 23 766       | 31,03        | 37 360      | 51,75       |  |
|                | Jean Fonteneau         | CD (PDM)                  | 12 893       | 16,83        | Retrait     | Retrait     |  |
|                | Édouard Depreux        | PSU                       | 11 968       | 15,63        | Retrait     | Retrait     |  |
|                | André Gasc             | Modérés                   | 1 612        | 2,1          |             |             |  |
|                | Marcel Diamant-Berger  | Divers droite (Gaulliste) | 995          | 1,3          |             |             |  |
|                |                        |                           |              |              |             |             |  |
| Inscrits       | Inscrits               | Inscrits                  | 92 760       | 100,00       | 92 747      | 100,00      |  |
| Abstentions    | Abstentions            | Abstentions               | 14 938       | 16,1         | 16 947      | 18,27       |  |
| Votants        | Votants                | Votants                   | 77 822       | 83,9         | 75 800      | 81,73       |  |
| Blancs et nuls | Blancs et nuls         | Blancs et nuls            | 1 234        | 1,59         | 3 609       | 4,76        |  |
| Exprimés       | Exprimés               | Exprimés                  | 76 588       | 98,41        | 72 191      | 95,24       |  |

#### Treizième circonscription (Antony)
| Candidat                    | Candidat         | Parti          | Premier tour | Premier tour | Second tour | Second tour |  |
| Candidat                    | Candidat         | Parti          | Voix         | %            | Voix        | %           |  |
| --------------------------- | ---------------- | -------------- | ------------ | ------------ | ----------- | ----------- |  |
|                             | Paul Mainguy élu | UD-Ve          | 23 078       | 32,07        | 33 405      | 50,20       |  |
|                             | Henri Ravera     | PCF            | 19 426       | 26,99        | 33 145      | 49,80       |  |
|                             | Henri Ginoux     | PDM (CD)       | 11 944       | 16,60        | Retrait     | Retrait     |  |
|                             | Jean-Paul Brunet | FGDS (Radical) | 7 375        | 10,25        |             |             |  |
|                             | Georges Suant    | Divers gauche  | 6 915        | 9,61         |             |             |  |
|                             | Bernard Ravenel  | PSU            | 3 230        | 4,49         |             |             |  |
|                             |                  |                |              |              |             |             |  |
| Inscrits                    | Inscrits         | Inscrits       | 88 790       | 100,00       | 88 775      | 100,00      |  |
| Abstentions                 | Abstentions      | Abstentions    | 15 460       | 17,41        | 18 549      | 20,89       |  |
| Votants                     | Votants          | Votants        | 73 330       | 82,59        | 70 226      | 79,11       |  |
| Blancs et nuls              | Blancs et nuls   | Blancs et nuls | 1 362        | 1,86         | 3 676       | 5,23        |  |
| Exprimés                    | Exprimés         | Exprimés       | 71 968       | 98,14        | 66 550      | 94,77       |  |
| Source : Gallica et CEVIPOF |                  |                |              |              |             |             |  |